# Apistogramma pleurotaenia
Apistogramma pleurotaenia är en fiskart som först beskrevs av Regan, 1909.  Apistogramma pleurotaenia ingår i släktet Apistogramma och familjen Cichlidae. Inga underarter finns listade i Catalogue of Life.